# Asplenium × biscayneanum
Asplenium × biscayneanum là một loài dương xỉ trong họ Aspleniaceae. Loài này được D.C. Eaton D.C. Eaton pro. sp. mô tả khoa học đầu tiên năm 1904.
Danh pháp khoa học của loài này chưa được làm sáng tỏ. 